# Nematocryptus fulvaster
Nematocryptus fulvaster là một loài tò vò trong họ Ichneumonidae.